# Municipio de Eveline
El municipio de Eveline (en inglés: Eveline Township) es un municipio ubicado en el condado de Charlevoix en el estado estadounidense de Míchigan. En el año 2010 tenía una población de 1484 habitantes y una densidad poblacional de 15,59 personas por km².

## Geografía
El municipio de Eveline se encuentra ubicado en las coordenadas 45°14′46″N 85°9′34″O / 45.24611, -85.15944. Según la Oficina del Censo de los Estados Unidos, el municipio tiene una superficie total de 95.17 km², de la cual 66,85 km² corresponden a tierra firme y (29,76 %) 28,32 km² es agua.

## Demografía
Según el censo de 2010, había 1484 personas residiendo en el municipio de Eveline. La densidad de población era de 15,59 hab./km². De los 1484 habitantes, el municipio de Eveline estaba compuesto por el 94,34 % blancos, el 0,13 % eran afroamericanos, el 2,56 % eran amerindios, el 0,2 % eran asiáticos, el 1,55 % eran de otras razas y el 1,21 % eran de una mezcla de razas. Del total de la población el 2,29 % eran hispanos o latinos de cualquier raza.